# Schlumbergera opuntioides
Schlumbergera opuntioides é uma espécie de plantas da família das cactáceas. É endêmica das montanhas costeiras do sudeste do Brasil.

## Distribuição
Esta espécie é endêmica do Brasil, ocorre nos estados de Minas Gerais, São Paulo e Rio de Janeiro. É encontrada na Serra da Mantiqueira, no sul de Minas Gerais, no noroeste do Rio de Janeiro (Itatiaia) e no leste de São Paulo (Campos do Jordão). Ocorre de 1.600 a 2.200 m de altitude.
Está presente no Parque Estadual do Ibitipoca, no Parque Nacional do Itatiaia e no Parque Estadual de Campos do Jordão.